# Чемпионат России по футболу среди женщин 2009
Чемпионат России по футболу среди женщин 2009 — 18-й сезон Высшего дивизиона в системе женских футбольных лиг России. Сезон начался 7 мая 2009 года и завершился 29 октября 2009 года. Чемпионом в третий раз подряд стала Звезда-2005 (Пермь). Звезда-2005 стала первым клубом, который смог выиграть три чемпионата подряд. При этом у клуба 16 июля 2009 прервалась беспроигрышная серия из 36-ти игр, начавшаяся с 6 мая 2007 года.

## Участники
Сводная статистика участников
учтены матчи завершённых сезонов
без учёта мячей забитых в сериях послематчевых пенальти
с учётом технических результатов
легенда
 — команда была Чемпионом
 — команда была вице-чемпионом
 — команда была бронзовый призёром
| команда        | команда       | сезоны | сезоны               | Результаты выступлений | Результаты выступлений | Результаты выступлений | Результаты выступлений | Результаты выступлений | Результаты выступлений | Результаты выступлений | Результат в сезоне 2008    | Примечания                             |
| наименование   | город         | #      | года                 | И                      | В                      | Н                      | П                      | ЗМ                     | ПМ                     | РМ                     | Результат в сезоне 2008    | Примечания                             |
| -------------- | ------------- | ------ | -------------------- | ---------------------- | ---------------------- | ---------------------- | ---------------------- | ---------------------- | ---------------------- | ---------------------- | -------------------------- | -------------------------------------- |
| Энергия        | Воронеж       | 14     | 1992—2004, 2008      | 277                    | 190                    | 36                     | 51                     | 716                    | 198                    | +518                   | Высший дивизион, 7-е место | Энергия-XXI век (1999-2001)            |
| Лада           | Тольятти      | 13     | 1994—2006            | 246                    | 133                    | 36                     | 77                     | 521                    | 339                    | +182                   | Первый дивизион, 2-е место |                                        |
| Рязань-ВДВ     | Рязань        | 11     | 1997—2003, 2005—2008 | 196                    | 114                    | 24                     | 58                     | 491                    | 254                    | +237                   | Высший дивизион, 4-е место | ВДВ (1997—1999) Рязань-ТНК (2000—2003) |
| Россиянка      | Красноармейск | 5      | 2004—2008            | 88                     | 63                     | 16                     | 9                      | 317                    | 75                     | +242                   | Высший дивизион, 2-е место |                                        |
| Звезда-2005    | Пермь         | 2      | 2007—2008            | 34                     | 30                     | 4                      | 0                      | 112                    | 20                     | +92                    | Высший дивизион, 1-е место |                                        |
| ШВСМ Измайлово | Москва        | 2      | 2007—2008            | 32                     | 11                     | 5                      | 16                     | 41                     | 54                     | -13                    | Высший дивизион, 6-е место |                                        |
| УОР-Звезда     | Звенигород    | —      | —                    | —                      | —                      | —                      | —                      | —                      | —                      | —                      | Первый дивизион, 1-е место | дебютант                               |

1. ↑  не учтён сезон 2004 года: «Рязань-ВДВ» провела 2 матча и снялась с розыгрыша

Бронзовый призёр Высшего дивизиона 2008 «СКА-Ростов-на-Дону» и занявший 5-е место клуб «Надежда» (Ногинск) отказались от участия в турнире по финансовым причинам. Планировалось, что «Надежду» заменит клуб «ЭкоСтром» из Сергиева Посада, но 4 апреля он проинформировал РФС об отказе от участия.
Клуб Первого дивизиона 2008 «УОР-Россиянка» сменил название на «УОР-Звезда».

### Места проведения соревнований
| Название клуба | Город              | Стадион        | Вместимость | Генеральные спонсоры                                          |
| -------------- | ------------------ | -------------- | ----------- | ------------------------------------------------------------- |
| Звезда-2005    | Пермь              | Звезда         | 20 000      | Администрация Пермского края                                  |
| Лада           | Тольятти           | Спутник        | 2 650       | ОАО «АВТОВАЗ»                                                 |
| Россиянка      | Московская область | Красноармейск  | 5 050       | Администрация Московской области                              |
| Рязань-ВДВ     | Рязань             | ЦСК            | 25 000      | Администрация Рязанской области                               |
| УОР-Звезда     | Звенигород         | Орлёнок        | 1 300       | Администрация Московской области                              |
| ШВСМ Измайлово | Москва             | Крылья Советов | 4 900       | Правительство Москвы, Москомспорт, группа компаний «Донстрой» |
| Энергия        | Воронеж            | Рудгормаш      | 32 000      | Администрация Воронежской области                             |

## Турнирная таблица
| Поз | Команда                   | И  | В  | Н | П  | МЗ | МП | РМ  | О  | Квалификация или выбывание            |
| --- | ------------------------- | -- | -- | - | -- | -- | -- | --- | -- | ------------------------------------- |
|     | Звезда-2005 (Пермь)       | 12 | 11 | 0 | 1  | 46 | 10 | +36 | 33 | Плей-офф Лиги чемпионов               |
|     | Россиянка (Красноармейск) | 12 | 8  | 3 | 1  | 31 | 8  | +23 | 27 | Квалификационный раунд Лиги чемпионов |
|     | Энергия (Воронеж)         | 12 | 7  | 0 | 5  | 20 | 16 | +4  | 21 |                                       |
| 4   | ШВСМ Измайлово (Москва)   | 12 | 5  | 2 | 5  | 15 | 12 | +3  | 17 |                                       |
| 5   | Рязань-ВДВ (Рязань)       | 12 | 5  | 1 | 6  | 19 | 21 | -2  | 16 |                                       |
| 6   | УОР-Звезда (Звенигород)   | 12 | 1  | 1 | 10 | 9  | 41 | -32 | 4  |                                       |
| 7   | Лада (Тольятти)           | 12 | 1  | 1 | 10 | 6  | 38 | -32 | 4  | снялся                                |

1. ↑  «Лада» по финансовым причинам снялась с соревнований после 9-го тура (в пяти оставшихся матчах ей было засчитано техническое поражение) и была расформирована в межсезонье

## Результаты матчей
7 команд сыграли каждая с каждой в два круга (дома и в гостях).
| Команда                   | Звезда-2005 | Россиянка | Энергия | ШВСМ Измайлово | Рязань-ВДВ | УОР-Звезда | Лада |
| ------------------------- | ----------- | --------- | ------- | -------------- | ---------- | ---------- | ---- |
| Звезда-2005 (Пермь)       |             | 1:3       | 1:0     | 4:0            | 3:2        | 6:1        | 10:1 |
| Россиянка (Красноармейск) | 1:2         |           | 3:0     | 3:0            | 2:2        | 5:1        | 4:0  |
| Энергия (Воронеж)         | 2:4         | 0:3       |         | 1:0            | 2:0        | 5:2        | 2:0  |
| ШВСМ Измайлово (Москва)   | 0:1         | 0:0       | 1:0     |                | 3:0        | 1:0        | 3:0  |
| Рязань-ВДВ (Рязань)       | 0:4         | 1:3       | 1:2     | 2:1            |            | 4:0        | 2:0  |
| УОР-Звезда (Звенигород)   | 0:7         | 1:1       | 0:2     | 0:5            | 1:2        |            | 0:3  |
| Лада (Тольятти)           | 0:3         | 0:3       | 1:4     | 1:1            | 0:3        | 0:3        |      |

 Домашняя победа  •  Ничья •  Домашнее поражение
1. 1 2 3 4 5  Технический результат

## Статистика чемпионата

### Лучшие бомбардиры
| Место | Игрок               | Клуб           | Голы |
| ----- | ------------------- | -------------- | ---- |
| 1     | Дарья Апанащенко    | Звезда-2005    | 12   |
| 1     | Олеся Курочкина     | Звезда-2005    | 12   |
| 3     | Ольга Летюшова      | ШВСМ-Измайлово | 8    |
| 4     | Надежда Босикова    | Энергия        | 7    |
| 5     | Эмюиджи Огбиагбевха | Россиянка      | 6    |
| 6     | Наталья Зинченко    | Звезда-2005    | 5    |
| 6     | Светлана Зангиева   | Рязань-ВДВ     | 5    |

### Рекорды сезона
- Самая крупная победа хозяев (+9): 10:1 в матче «Звезда-2005»—«Лада», 7 мая
- Самая крупная победа гостей (+7): 0:7 в матче «УОР-Звезда»—«Звезда-2005», 4 июня
- Наибольшее количество забитых мячей в одном матче (11): 10:1 в матче «Звезда-2005»—«Лада», 7 мая
- Наибольшее количество голов, забитых одной командой в матче (10): 10:1 в матче «Звезда-2005»—«Лада», 7 мая
- Самый популярный счёт (1:0 и 3:0): 5 раз (13,51% от всех матчей)

## 33 лучших игрока сезона
| Позиция | Вратарь                        | Защитники                    | Защитники                      | Защитники                   | Защитники                         | Полузащитники                      | Полузащитники                  | Полузащитники                 | Полузащитники                      | Нападающие                      | Нападающие                     |
| Позиция | Вратарь                        | ПЗ                           | ПЦЗ                            | ЛЦЗ                         | ЛЗ                                | ПЗ                                 | ЦППЗ                           | ЦЛПЗ                          | ЛП                                 | Правый                          | Левый                          |
| ------- | ------------------------------ | ---------------------------- | ------------------------------ | --------------------------- | --------------------------------- | ---------------------------------- | ------------------------------ | ----------------------------- | ---------------------------------- | ------------------------------- | ------------------------------ |
| 1       | Надежда Баранова (Звезда-2005) | Ольга Порядина (Россиянка)   | Ксения Цыбутович (Звезда-2005) | Анна Кожникова (Россиянка)  | Оксана Шмачкова (Россиянка)       | Елена Морозова (Россиянка)         | Татьяна Скотникова (Россиянка) | Елена Фомина (ШВСМ-Измайлово) | Людмила Пекур (Энергия)            | Эмюиджи Огбиагбевха (Россиянка) | Дарья Апанащенко (Звезда-2005) |
| 2       | Эльвира Тодуа (Россиянка)      | Ольга Сергаева (Звезда-2005) | Алла Рогова (ШВСМ-Измайлово)   | Наталья Перцева (Россиянка) | Елена Суслова (Звезда-2005)       | Вера Дятел (Звезда-2005)           | Наталья Зинченко (Звезда-2005) | Татьяна Чёрная (Россиянка)    | Валентина Савченкова (Звезда-2005) | Олеся Курочкина (Звезда-2005)   | Елена Данилова (Энергия)       |
| 3       | Ирина Зварич (Россиянка)       | Мария Дьячкова (Звезда-2005) | Мария Брылёва (Рязань-ВДВ)     | Алла Лишафай (Звезда-2005)  | Елена Семенченко (ШВСМ-Измайлово) | Екатерина Сочнева (ШВСМ-Измайлово) | Светлана Цидикова (Энергия)    | Олеся Машина (Рязань-ВДВ)     | Анна Полякова (Рязань-ВДВ)         | Ольга Летюшова (ШВСМ-Измайлово) | Ольга Петрова (Россиянка)      |